# Collegio uninominale Sicilia - 06 (2020)
Il collegio elettorale uninominale Sicilia - 06 è un collegio elettorale uninominale della Repubblica Italiana per l'elezione del Senato della Repubblica.

## Territorio
Come previsto dalla legge n. 51 del 27 maggio 2019, il collegio è stato definito tramite decreto legislativo all'interno della circoscrizione Sicilia.
È formato dal territorio dell'intera provincia di Enna (20 comuni) e dell'intera città metropolitana di Messina (108 comuni).
Il collegio è parte del collegio plurinominale Sicilia - 02.

## Eletti
| Elezione | Elezione | Senatore       | Partito         |
| -------- | -------- | -------------- | --------------- |
|          | 2022     | Dafne Musolino | Sud chiama Nord |

1. ↑  In data 05.10.2023 aderisce al gruppo Azione - Italia Viva - Renew Europe, dal 09.11.2023 denominato Italia Viva - Il Centro - Renew Europe

## Dati elettorali

### XIX legislatura
Come previsto dalla legge elettorale, 74 senatori sono eletti con sistema a maggioranza relativa in altrettanti collegi uninominali a turno unico.
| Candidati                                 | Candidati                | Voti    | %     | Liste                                 | Voti    | %     |
| ----------------------------------------- | ------------------------ | ------- | ----- | ------------------------------------- | ------- | ----- |
|                                           | Dafne Musolino ✔️ Eletto | 105 098 | 29,96 | Sud chiama Nord                       | 105 098 | 29,96 |
|                                           | Carmela Bucalo           | 103 143 | 29,40 | Fratelli d'Italia                     | 52 344  | 14,92 |
| Forza Italia                              | Carmela Bucalo           | 103 143 | 29,40 | 34 376                                | 9,80    |       |
| Lega                                      | Carmela Bucalo           | 103 143 | 29,40 | 14 747                                | 4,20    |       |
| Noi moderati/Lupi - Toti - Brugnaro - UDC | Carmela Bucalo           | 103 143 | 29,40 | 1 676                                 | 0,48    |       |
|                                           | Barbara Floridia         | 63 215  | 18,02 | Movimento 5 Stelle                    | 63 215  | 18,02 |
|                                           | Antonia Russo            | 51 951  | 14,81 | Partito Democratico-IDP               | 40 504  | 11,54 |
| Alleanza Verdi e Sinistra                 | Antonia Russo            | 51 951  | 14,81 | 5 358                                 | 1,53    |       |
| +Europa                                   | Antonia Russo            | 51 951  | 14,81 | 4 198                                 | 1,20    |       |
| Impegno Civico - Centro Democratico       | Antonia Russo            | 51 951  | 14,81 | 1 891                                 | 0,54    |       |
|                                           | Emiliano Lazzara Papina  | 12 496  | 3,56  | Azione - Italia Viva - Calenda        | 12 496  | 3,56  |
|                                           | Giuseppe Sottile         | 7 612   | 2,17  | Italexit                              | 7 612   | 2,17  |
|                                           | Renzo Ioppolo            | 2 829   | 0,81  | Italia Sovrana e Popolare             | 2 829   | 0,81  |
|                                           | Dolores Dessì            | 2 496   | 0,71  | Unione Popolare                       | 2 496   | 0,71  |
|                                           | Carla Bonanno            | 1 386   | 0,40  | Vita                                  | 1 386   | 0,40  |
|                                           | Enza Lo Presti           | 615     | 0,18  | Alternativa per l'Italia (PdF - Exit) | 615     | 0,18  |
| Totale                                    | Totale                   | 350 838 | 100   |                                       | 350 838 | 100   |
|                                           |                          |         |       |                                       |         |       |
| Schede bianche                            | Schede bianche           | 22 089  | 5,68  |                                       |         |       |
| Schede nulle                              | Schede nulle             | 15 848  | 4,08  |                                       |         |       |
| Votanti                                   | Votanti                  | 388 775 | 62,17 |                                       |         |       |
| Elettori                                  | Elettori                 | 625 330 |       |                                       |         |       |